# Direction de la police municipale et de la prévention
Ne pas confondre avec la police municipale de Paris qui en est une branche.
La Direction de la police municipale et de la prévention (DPMP) est un service de la mairie de Paris destiné à lutter contre les incivilités et à assurer la régulation des déplacements. Cette direction succède à la Direction de la prévention, de la sécurité et de la protection (DPSP), qui est transformée le 18 octobre 2021 pour en faire le service régissant la police municipale parisienne.   
La DPMP compte 3 400 agents,,. Son directeur est Michel Felkay, commissaire. Il a succédé le 14 janvier 2019 à Matthieu Clouzeau, ancien commissaire divisionnaire.
La DPSP avait accueilli le 12 septembre 2016 des agents issus de la Direction des espaces verts et quelques agents issus de Direction de la propreté de la ville.
Deux filières composent cette direction : 
- accueil, surveillance et médiation ;
- police/sécurité.

Depuis le 1er janvier 2018, la ville de Paris a intégré dans ses effectifs des agents de la préfecture de police au sein cette Direction. Ces agents venus de la préfecture de police sont les agents de surveillance de Paris (ASP) et les contrôleurs de la Ville de Paris. Ils ont la qualification d'agent de police judiciaire adjoint en vertu de l'article 21 du Code de procédure pénale. Les 154 premiers policiers municipaux sont présentés devant la Mairie de Paris le 18 octobre 2021 lors d'une cérémonie officielle.
La formation des policiers municipaux parisien est similaire à celle dispensée par le Centre national de la fonction publique territoriale. Elle est dispensée, en interne, par l'école des métiers de la sécurité. Des modules complémentaires à ceux enseignés aux policiers municipaux y sont dispensés. Ces modules sont une formation aux gestes qui sauvent, une formation contre le harcèlement de rue, une formation contre les violences faites aux femmes et enfin une formation contre les LGBTphobie,,,.

## Histoire

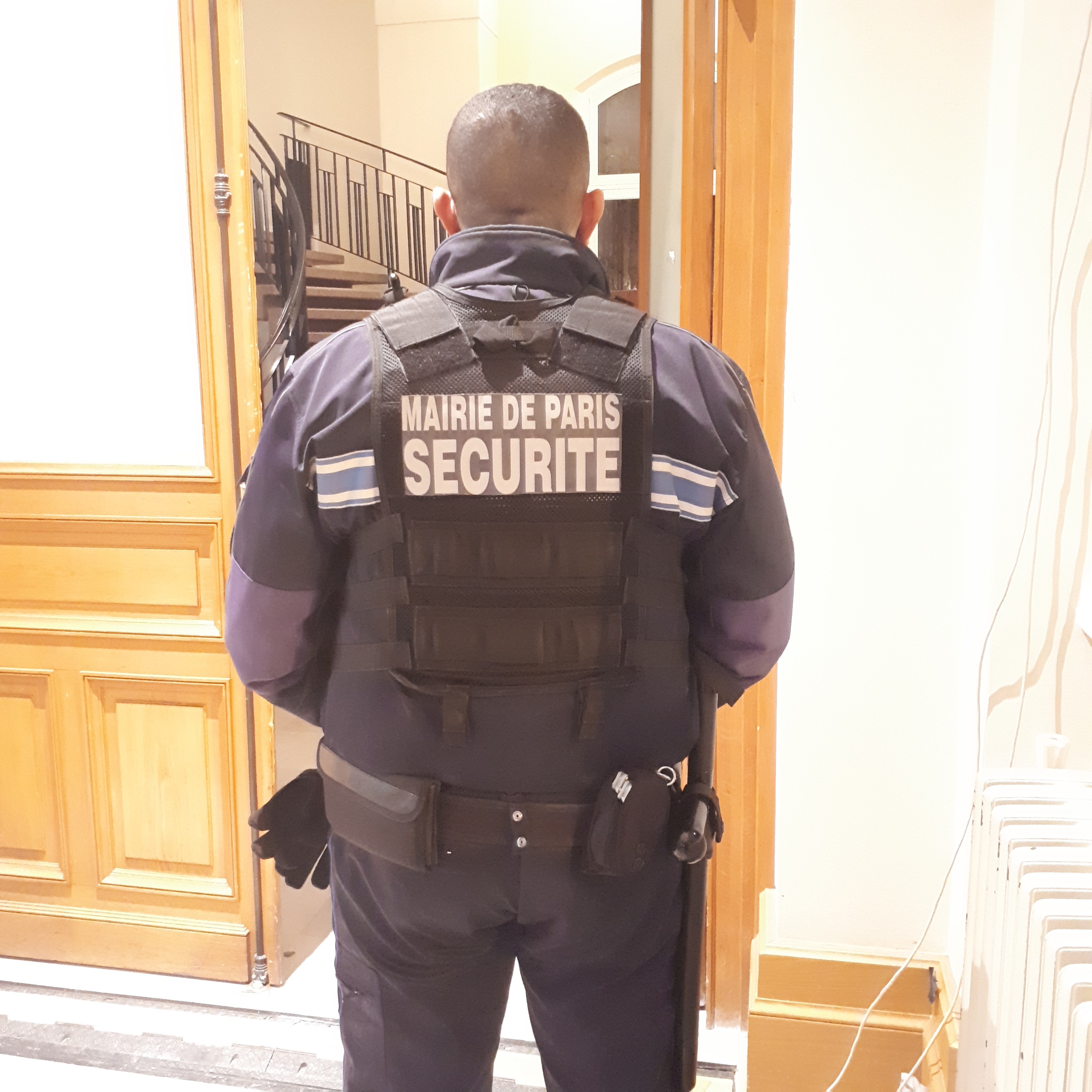
Inspecteur de sécurité de la Ville de Paris (gardien-brigadier de police municipale de la ville de Paris).

### Transformation vers une police municipale de Paris
À la suite de la loi du 28 février 2017 relative au statut de la ville de Paris, le maire de Paris dispose de davantage de pouvoir de police,.
Depuis le 1er janvier 2018, les agents de surveillance de Paris (ASP) ont rejoint les effectifs de la DPSP (ancien non de la DPMP) au sein d'une nouvelle sous direction : la sous-direction de la régulation des déplacements. La missions prioritaire de ces agents est l'application du Code de la route.
La mission de contrôle du stationnement payant est désormais confiée à deux entreprises privées. Les salariés de ces sociétés sont appelés contrôleurs du stationnement payant. Ce choix de la Ville de Paris découle de l'application à la loi de modernisation de l'action publique territoriale et d'affirmation des métropoles (MAPTAM) du 27 janvier 2014. 
Les effectifs de la DPSP (ancien nom de la direction) étaient d'environ 600 jusqu'au 12 septembre 2016.
Les effectifs sont de 1726 agents au 12 septembre 2017 et ont atteint les 3200 fonctionnaires en 2018.
Des revendications existent au sein de la filières police/sécurité concernant l'armement. Actuellement, ni les inspecteurs de sécurité, ni les techniciens de tranquillités publique, ni les agents de surveillance de Paris, ni les contrôleurs de la ville de Paris ne sont pourvus d'armes létales ou d'armes à létalité réduite. Les policiers municipaux parisiens, en formation depuis avril 2021, conservent le même équipement et seront munis courant 2023 de caméras piéton.
La maire de Paris Anne Hidalgo déclare en juillet 2018 ne pas avoir de tabou quant à la création d'une police municipale armée à Paris.
Le groupe Les Républicains dépose un vœu le 13 octobre 2018 au Conseil de Paris. Le projet des Républicains vise à créer une police municipale armée à Paris avec les 3200 agents de la DPSP,.
Le comité politique de La République en marche propose la création d'une police municipale dans une tribune le 28 octobre 2018.
Le 25 janvier 2019, la maire de Paris Anne Hidalgo indique son choix de vouloir créer une police municipale. Les effectifs de cette police municipale parisienne seront de 3400 agents,, et devraient atteindre le nombre de 5000 agents d'ici 2026,.  
L'article 2 (alinéa 4) de la loi du 23 mars 2020 instaurant l'état d'urgence sanitaire permet aux policiers municipaux ainsi qu'aux agents de la DPMP de verbaliser le non respect des mesures de confinement,.
L'adoption de la loi sécurité globale permet à la ville de Paris de se doter d'une police municipale. Cette création est actée par un vote du Conseil de Paris du 2 juin 2021.
Les policiers municipaux parisiens ont débuté leurs formations le 12 avril 2021. La Police municipale de Paris est visible depuis le 18 octobre 2021. Les policiers seront progressivement équipés de caméras piéton et conservent le même armement.

## Structure

### Filière accueil, surveillance et médiation
Les agents issus de la filière accueil et surveillance sont : 
- les agents d'accueil et de surveillance présents essentiellement dans les parcs et jardins de la ville de Paris ;
- les agents d'accueil et de surveillance des mairies chargés de l'accueil et de la surveillance des mairies d'arrondissements ;
- les médiateurs ayant une mission de pacification de l'espace public.

#### Les grades
Les agents de la filière accueil, surveillance et médiation ont les grades suivants :
- agent d'accueil et de surveillance de 1re classe ;
- agent d'accueil et de surveillance principal de 2e classe ;
- agent d'accueil et de surveillance principal de 1re classe.

À la suite de la réforme de la catégorie C survenue en 2017, le grade d'agent d'accueil et de surveillance de 2e classe a été supprimé.

### Filière police/sécurité
La branche police/sécurité est composée des inspecteurs de sécurité.
Ces agents sont chargés d'un service de police en vertu de l'article 531-1 du Code de la sécurité intérieure.
Ils sont également garde particulier en vertu de l'article 29 du Code de procédure pénale.
Ils sont agrées par le procureur de la République et assermentés. Ils sont habilités à relever l'identité des contrevenants. 
Ils participent à des missions de luttes contre les incivilités ainsi qu'à des missions de sécurité. Les inspecteurs de sécurité sont équipés d'un armement de catégorie D et de paire de menottes. Leurs uniforme est à dominant bleu foncé avec des bandes de couleurs bleues gitanes. Cet uniforme se distingue de celui de la police municipale principalement par la mention « Sécurité Ville de Paris ». Les inspecteurs sont répartis en brigades : brigade polyvalente, VTT, poste de commandement appelé Centre de veille opérationnel, brigade d'accompagnement des personnes âgées, unité d'assistance aux personnes sans abris, etc.

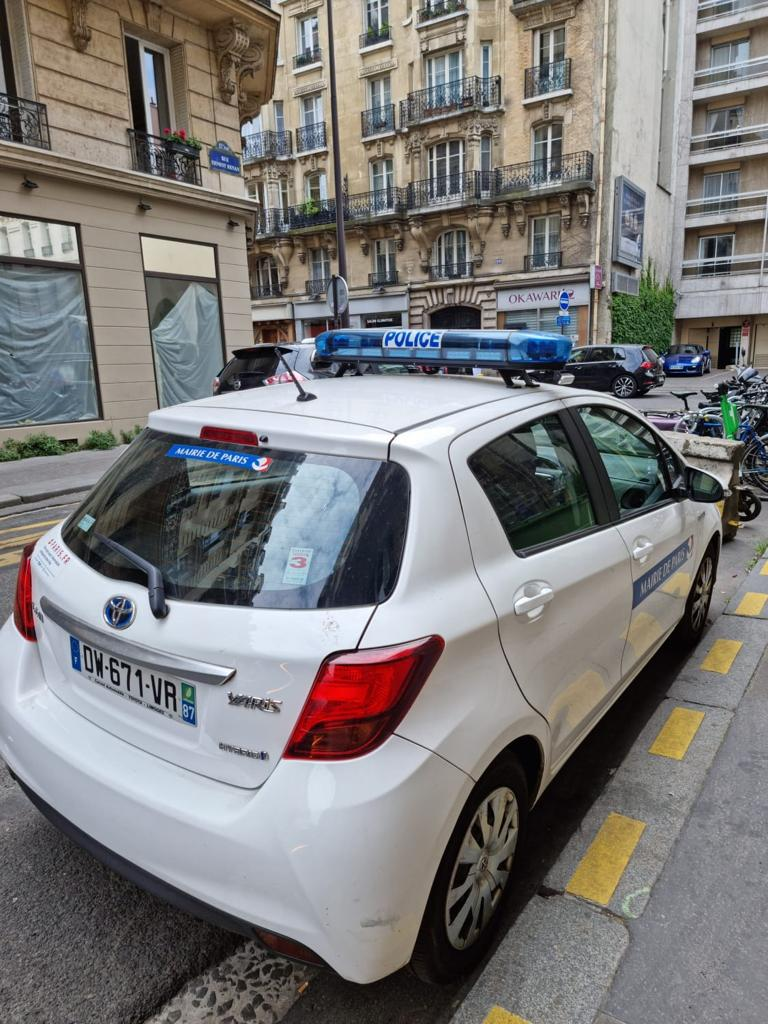
Véhicule de la Direction de la prévention, de la sécurité et de la protection en juin 2021.

À l'issue de leur formation, les inspecteurs de sécurité pourront intégrer la police municipale. Le corps des inspecteurs de sécurité perdurera jusqu'en 2026, le temps que l'ensemble des agents soient formés ou reclassés.
Les agents de surveillance de Paris, qui disposent déjà de la qualification d'agent de police judiciaire adjoint, seront eux aussi amenés progressivement à intégrer les effectifs des policiers municipaux parisiens.
Depuis le 18 octobre 2021, les 154 premiers policiers municipaux sont présentés à la presse à l'occasion d'une cérémonie officielle présidée par la maire de Paris.

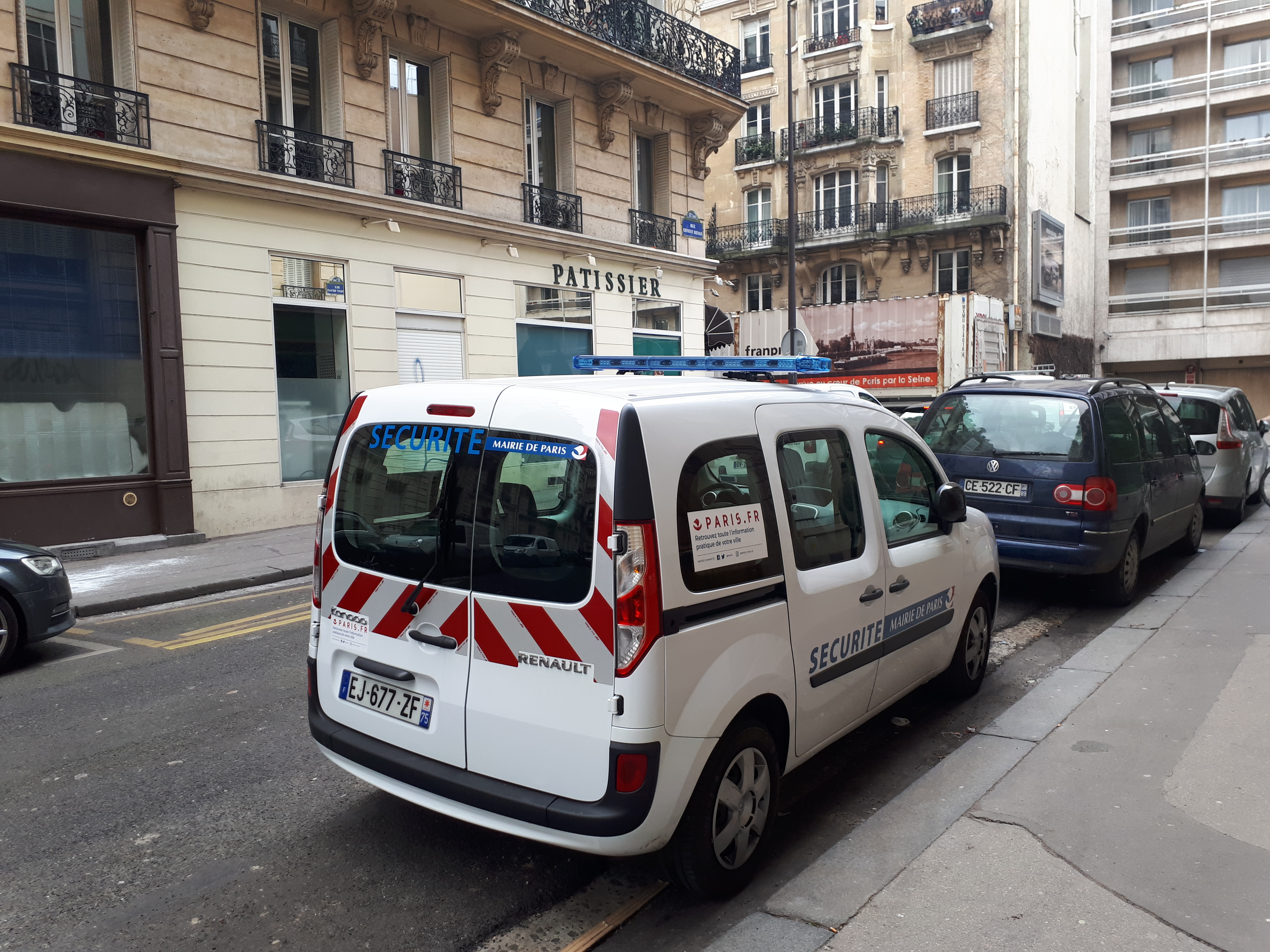
Voiture de la DPSP attribuée aux inspecteurs de sécurité.

#### Brigade d'intervention de Paris
Le 12 septembre 2016, la brigade d'intervention de Paris (BIP) est créée. Ces agents interviennent sur des plages horaires plus larges, notamment en soirée et le weekend. 
Cette brigade est elle-même composée de plusieurs unités : une unité d'appui, une unité motocycliste, une unité cynophile et une unité de protection des personnalités.

#### Les grades desInspecteurs de sécurité
Les agents de la branche Sécurité ont les grades suivants :
- inspecteur de sécurité chef de 2e classe (dit IC2) ;
- inspecteur chef de 1re classe (dit IC1).

Le grade d'inspecteur de sécurité (dit IS) a été supprimé à la suite de la réforme de la catégorie C (PPCR 2017).
Les grades sont identiques à ceux des policiers municipaux. Le grade d'IC2 correspond au grade de brigadier tandis que celui d'IC1 correspond au grade de brigadier chef principal.
Le grade d'IS correspondait au grade de gardien de police municipale.

#### Encadrement desInspecteurs de sécuritéet port de l'uniforme
Ces effectifs sont encadrés par des techniciens de tranquillité publique et de surveillance. Ces agents de catégorie B programment et encadrent les missions. 
Ils exercent leurs missions en uniforme. Il s'agit d'un uniforme composé d'un pantalon avec passepoil gitane et d'un polo de couleur blanc avec des bandes bleues. Cet uniforme présente de grandes similitudes avec celui des chefs de service de police municipale. Il se distingue par la mention « Sécurité Ville de Paris ». Les grades sont représentés par un galon en plastique ou drap monté sur velcro en fond bleu gitane. Leurs tailles et de 5 centimètres par 5 centimètres.
Pour les missions liées à la recherche de certaines incivilités (déjection canine, épanchement d'urine, dépôt sauvage, etc.), les agents peuvent être amenés à travailler en civil. Il existe au sein des dix circonscriptions que compte cette direction plusieurs unités de technicien de tranquillité publique et de surveillance, travaillant essentiellement en civil. Ces unités sont appelées « cellule de coordination de lutte contre les incivilités ».
La création de la police municipale entraine, de facto, la fin de cette organisation basée sur le travail en civil.

#### Les grades des techniciens de tranquillité publique et de surveillance
Le corps de technicien de tranquillité publique et de surveillance comprend trois grades :
- technicien ;
- technicien principal de 2e classe ;
- technicien principal de 1re classe.

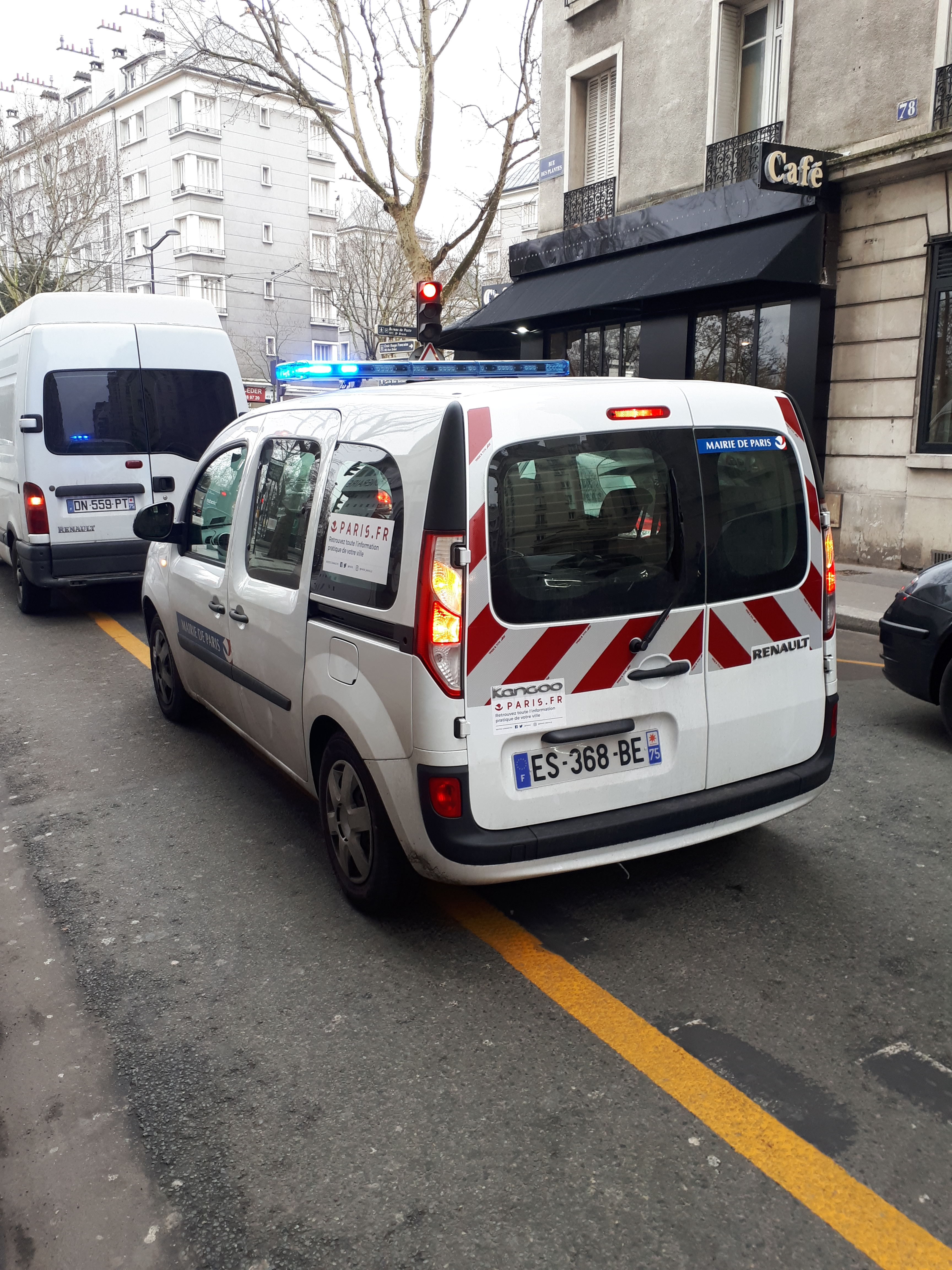
Véhicule de la DPSP en contrôle routier.

Les grades sont identiques de ceux des chefs de service de police municipale, à savoir chef de service de classe normale, chef de service principal de deuxième classe et chef de service principal de première classe. Le grade de technicien de tranquillité publique et de surveillance sera remplacé par celui de chef de service dans le cadre de la création de la police municipale.

#### Les grades des chefs de tranquillité publique et de sécurité
Le corps de chef de tranquillité publique et de sécurité comprend deux grades :
- chef de tranquillité publique et de sécurité ;
- chef de tranquillité publique et de sécurité principal.

Contrairement à la police municipale, il n'existait pas de débouché en catégorie A dans la filière sécurité de la Ville de Paris jusqu'en février 2020.
L'ensemble de ces agents étaient encadrés par des attachés administratifs, des ingénieurs ou des chefs d'exploitation. Le 3 février 2020, le Conseil de Paris a créé une catégorie A dans la filière sécurité, sous l'appellation de chef de tranquillité publique et de sécurité. Ces grades sont identiques à ceux de directeur et directeur principal de police municipale.